# Endotrichum acuminatum
Endotrichum acuminatum là một loài rêu trong họ Pterobryaceae. Loài này được (Hook.) A. Jaeger mô tả khoa học đầu tiên năm 1877.